# Рей Маккіннон (актор)
Реймонд Вілкс (Рей) Маккіннон (англ. Raymond Wilkes 'Ray' McKinnon, нар. 15 листопада 1957, Ейдел, {[Джорджія]]) — американський актор, сценарист, кінорежисер і продюсер. Маккіннон періодично з'являвся на телебаченні й найбільшу популярність здобув за роль преподобного Сміта в серіалі «Дедвуд». Він також відомий по ролі Лінкольна Поттера в четвертому сезоні серіалу Сини анархії.

## Раннє життя
Маккіннон народився в 1957 році й виріс у містечку Ейдел, штат Джорджія, в родині Реймонда Маккіннона, автомобільного дилера, і Дороті Маккіннон. Він навчався в місцевих школах.
У 1981 році Маккіннон здобув ступінь у галузі театру в Valdosta State University..

## Кар'єра
Маккіннон почав свою діяльність як актор, а пізніше став режисером. Дебют Маккіннона в кінематографі відбувся в 1989 році в досить великому фільмі Брюса Бересфорда «Водій міс Дейзі».
У проміжку часу між 1993 і 2000 роками актор узяв участь у створенні таких проектів, як «Досконалий світ» (1993), «Мережа», «Аполлон 13» (обидва 1995), «О, де ж ти, брате?» (2000).
У період із 2002 по 2009 роки Рей отримав «Оскар» за найкращий короткометражний ігровий фільм «Бухгалтер» (2001), знявся в шоу «Дедвуд» (11 епізодів) і в картині «Невидима сторона» (2009).
2011—2012 роки були активними в кар'єрі Маккіннона. Тоді фільмографію актора поповнили стрічки «Провінціалка», «Історія дельфіна», «Вільні» (усі 2011), «Мад» (2012). У 2011 році Маккіннон знявся у фільмі Джеффа Ніколса «Укриття» (2011), який завоював Приз товариства драматичних авторів і композиторів (SACD) в категорії «Найкращий фільм».

### Незалежне кіно
Маккіннон написав і зняв фільм «Кристал» (2004), в якому знялася його дружина Ліза і Біллі Боб Торнтон. «Кристал» отримав Гран-прі в категорії «Драматичний фільм» на кінофестивалі «Санденс». У число його робіт входить фільм «Randy and the Mob» (2007), де Маккіннон виступив в якості режисера. У 2009 році Маккіннон став продюсером і актором незалежного фільму Скотта Тімса «Це вечірнє сонце» (2009) за що був номінований на премію Independent Spirit Award в категорії «Найкращий актор другого плану».

## Шлюб і сім'я
У 1998 році Маккіннон одружився з Лізою Блаунт, акторкою і продюсером. Вона померла 25 жовтня 2010 року. Він в цей час живе в Літл-Рок, штат Арканзас.

## Фільмографія
| Рік  | Фільм                        | Посада                            | Роль                          | Приімтка        |
| ---- | ---------------------------- | --------------------------------- | ----------------------------- | --------------- |
| 1989 | Водій міс Дейзі              | Актор                             | Trooper #1                    |                 |
| 1990 | Tune in Tomorrow             | Актор                             | Cub Reporter                  |                 |
| 1990 | Vampire Cop                  | Актор                             |                               |                 |
| 1991 | Paris Trout                  | Актор                             | Carl Bonner                   |                 |
| 1991 | Livin' Large!                | Актор                             | Harmon                        |                 |
| 1991 | Багсі                        | Актор                             | David Hinton                  |                 |
| 1992 | Пістолет у сумочці Бетті Лу  | Актор                             | Detective Frank               |                 |
| 1993 | Соммерсбі                    | Актор                             | Lawyer Webb                   |                 |
| 1993 | Нагальні речі                | Актор                             | Deputy Norris Ridgewick       |                 |
| 1993 | Ідеальний світ               | Актор                             | Bradley                       |                 |
| 1995 | Аполлон-13                   | Актор                             | Jerry Bostock — FIDO White    |                 |
| 1995 | Мережа                       | Актор                             | Dale                          |                 |
| 1995 | The Grass Harp               | Актор                             | Charlie Cool, Jr.             |                 |
| 1998 | Goodbye Lover                | Актор                             | Rollins                       |                 |
| 1999 | This Is Harry Lehman         | Актор                             | Harry Lehman                  | Короткометражка |
| 2000 | О, де ж ти, брате?           | Актор                             | Vernon T. Waldrip             |                 |
| 2001 | The Accountant               | Актор/Сценарист/Директор          | The Accountant                | Короткометражка |
| 2002 | The Pickets                  | Актор                             | Craig                         | Короткометражка |
| 2002 | The Badge                    | Актор                             | Deputy C.B.                   |                 |
| 2003 | Останній рейд                | Актор                             | Russell J. Wittick            |                 |
| 2004 | Chrystal                     | Актор/Сценарист/Продюсер/Директор | Snake                         |                 |
| 2006 | Come Early Morning           | Актор                             | Toby                          |                 |
| 2006 | Things That Hang from Trees  | Актор                             | Tom Wheeler, Sr.              |                 |
| 2007 | Randy and the Mob            | Актор/Сценарист/Директор          | Randy Pearson / Cecil Pearson |                 |
| 2008 | The Last Lullaby             | Актор                             | Ominous Figure                |                 |
| 2009 | That Evening Sun             | Актор/Producer                    | Lonzo Choat                   |                 |
| 2009 | Невидима сторона             | Актор                             | Coach Cotton                  |                 |
| 2010 | Spanola Pepper Sauce Company | Director                          | —                             | Короткометражка |
| 2011 | Укриття                      | Актор                             | Kyle                          |                 |
| 2011 | Hick                         | Актор                             | Lloyd                         |                 |
| 2011 | Dolphin Tale                 | Актор                             | Mr. Doyle                     |                 |
| 2011 | Footloose                    | Актор                             | Wes Warnicker                 |                 |
| 2011 | The Last Ride                | Актор                             | Stan                          |                 |
| 2012 | Mud                          | Актор                             | Senior                        |                 |
| 2019 | Chaos Walking                | Актор                             | Jim Johnson                   | постпродукція   |
| 2019 | Форд проти Феррарі           | Актор                             | Phil Remington                |                 |
| 2020 | Новини світу                 | Актор                             | Саймон Боудлін                |                 |
| 2023 | До кінця світу               | Актор                             | суддя Благден                 |                 |

### Телебачення
| Рік       | Передача/Серіал                                  | Посада                                     | Роль                  | Примітка |
| --------- | ------------------------------------------------ | ------------------------------------------ | --------------------- | --- |
| 1989      | In the Heat of the Night                         | Актор                                      | Timer                 | Епізод: «Crackdown» |
| 1990      | Murder in Mississippi                            | Актор                                      | Lyle's Father         | Телефільм |
| 1990      | Rising Son                                       | Актор                                      | Ken Mott              | Телефільм |
| 1990      | Web of Deceit                                    | Актор                                      | Stuart Troxel         | Телефільм |
| 1990      | When Will I Be Loved?                            | Актор                                      | Man with Basketball   | Телефільм |
| 1990–1991 | In the Heat of the Night                         | Актор                                      | Jethro Puller         | 2 episodes – Episode: «Perversions of Justice» (1990) – Episode: «Ruda's Awakening» (1991) |
| 1991      | Night of the Hunter                              | Актор                                      | Ben Harper            | Телефільм |
| 1991      | In the Line of Duty: Manhut in the Dakotas       | Актор                                      | Bob Cheshire          | Телефільм |
| 1991      | I'll Fly Away                                    | Актор                                      | Donny Hubbard         | Епізод: «The Hat» |
| 1991      | The Gambler Returns: The Luck of the Draw        | Актор                                      | Lee Bob               | Телефільм |
| 1991–1992 | Designing Women                                  | Актор                                      | Dwayne Dobber         | 2 episodes – Episode: «Dwayne's World» (1991) – Episode: «Sex and the Single Woman» (1992) |
| 1992      | In Sickness and in Health                        | Актор                                      | Dr. Nyland            | Телефільм |
| 1992      | Taking Back My Life: The Nancy Ziegenmeyer Story | Актор                                      | Les                   | Телефільм |
| 1992      | Indecency                                        | Актор                                      | Victor                | Телефільм |
| 1993      | Arly Hanks                                       | Актор                                      | Hobert Middleton      | Телефільм |
| 1994      | Picket Fences                                    | Актор                                      | Jeffrey Muray         | Епізод: «Paging Doctor God» |
| 1994      | The Stand                                        | Актор                                      | Charlie Campion       | Television Miniseries Episode: «The Plague» |
| 1994      | Sisters                                          | Актор                                      | Billy                 | Епізод: «Protective Measures» |
| 1994      | Roswell                                          | Актор                                      | Deputy Joe Prtichard  | Телефільм |
| 1994      | Moment of Truth: Caught in the Crossfire         | Актор                                      | Buddy Rivers          | Телефільм |
| 1994      | The Boys Are Back                                | Актор                                      | Bill                  | Епізод: «The Fishing Trip» |
| 1994      | Matlock                                          | Актор                                      | Wade Parsons          | Епізод: «The Tabloid» |
| 1994      | Скарлетт                                         | Актор                                      | Вілл Бентін           | Television Miniseries (2 епізоди) – Епізод: «#1.1» – Епізод: «#1.3» |
| 1995      | Legend                                           | Актор                                      | Kyle                  | Епізод: «Knee-High Noon» |
| 1995      | The Client                                       | Актор                                      | Lenny Barlow          | 2 епізоди – Епізод: «A Perfect World» – Епізод: «Drive, He Said» |
| 1996      | Forgotten Sins                                   | Актор                                      | Steve Sweetler        | Телефільм |
| 1996      | Dead Man's Walk                                  | Актор                                      | Long Bill Coleman     | Television Miniseries (3 епізоди) |
| 1996      | The Pretender                                    | Актор                                      | Lawson                | Епізод: «Flyer» |
| 1996      | Nash Bridges                                     | Актор                                      | unknown role          | Епізод: «Zodiac» |
| 1997      | Old Man                                          | Актор                                      | Shanty Man with Gun   | Телефільм |
| 1997      | Brooklyn South                                   | Актор                                      | Gilbert Van Eggidy    | Епізод: «A Reverend Runs Through It» |
| 1998      | Michael Hayes                                    | Актор                                      | unknown role          | Епізод: «Devotion» |
| 1999      | NYPD Blue                                        | Актор                                      | Ted                   | Епізод: "T'aint Misbehavin' " |
| 1999      | The Price of a Broken Heart                      | Актор                                      | unknown role          | Телефільм |
| 1999      | Any Day Now                                      | Актор                                      | unknown role          | Епізод: «You really Believe in That Stuff?» |
| 2000      | Rocky Times                                      | Актор                                      | Sheriff Rick          | Телефільм |
| 2001      | The Practice                                     | Актор                                      | Frank Vaughan         | Епізод: «Suffer the Little Children» |
| 2002      | Philly                                           | Актор                                      | Dewey Hicks           | Епізод: «The Curse of the Klopman Diamonds» |
| 2002      | Цілком таємно                                    | Актор                                      | Mad Wayne             | Епізод: «Improbable» |
| 2004      | Дедвуд                                           | Актор                                      | Reverend H.W. Smith   | Періодична роль (11 епізодів) |
| 2008      | Comanche Moon                                    | Актор                                      | Bill Coleman          | Міні-серіал (2 епізодіи) |
| 2010      | Justified                                        | Актор                                      | Mr. Duke              | Епізод: «Blind Spot» |
| 2011      | Сини анархії                                     | Актор                                      | Lincoln 'Linc' Potter | Періодична роль (12 епізодів) |
| 2013–2016 | Помилки минулого                                 | Creator/Writer/Executive Producer/Director | —                     | Creator (23 епізоди) Writer (17 епізодів) Executive Producer (25 епізодів) Director (3 епізоди) – Епізод: «Jacob's Ladder» (2013) – Епізод: «The Source» (2015) – Епізод: "All I'm Saying' " (2016) |
| 2017      | Бійтеся ходячих мерців                           | Актор                                      | Proctor John          | 2 епізоди – Епізод: «Things Bad Begun» – Епізод: «Sleigh Ride» |
| 2018      | Закон і порядок: Спеціальний корпус              | Актор                                      | William Labott        | Епізод: «The Book of Esther» |
| 2018      | Mayans M.C.                                      | Актор                                      | Lincoln 'Linc' Potter | Періодична роль (5 епізодів) |
| 2019      | Вейн                                             | Актор                                      |                       | Епізод: «Get Some Then» |
| 2019      | Heartstrings                                     | Актор                                      | TBA                   | Епізод: «Two Doors Down» |

## Нагороди та номінації
| Кінопремія                              | Рік  | Категорія                                                           | Фільм                                          | Результат |
| --------------------------------------- | ---- | ------------------------------------------------------------------- | ---------------------------------------------- | --------- |
| Оскар                                   | 2002 | найкращий ігровий короткометражний фільм                            | Бухгалтер                                      | Перемога  |
| Кінофестиваль в Атланті                 | 2001 | найкращий короткометражний фільм                                    | Бухгалтер                                      | Перемога  |
| Кінофестиваль в Атланті                 | 2001 | Southeastern Media Award                                            | Бухгалтер                                      | Перемога  |
| Кінофестиваль Остін                     | 2001 | Найкращий короткометражний фільм                                    | Бухгалтер                                      | Перемога  |
| Незалежний дух                          | 2010 | Найкраща чоловіча роль                                              | That Evening Sun                               | Номінація |
| Незалежний дух                          | 2014 | Найкращий акторський склад                                          | Mud                                            | Перемога  |
| Готем                                   | 2011 | Найкращий акторський склад                                          | Укриття                                        | Номінація |
| Кінофестиваль у Нешвіллі                | 2007 | Премія Президента                                                   | Randy and the Mob                              | Перемога  |
| Кінофестиваль у Нешвіллі                | 2007 | Приз глядацьких симпатій                                            | Randy and the Mob                              | Перемога  |
| Кінофестиваль Слемденс                  | 2001 | Spirit of Slamdance Award                                           | Бухгалтер Randy and the Mob                    | Перемога  |
| Кінофестиваль «Санденс»                 | 2004 | Найкраща драматична роль                                            | Кристал                                        | Номінація |
| SXSW Film Festival                      | 2009 | Найкращий акторський склад                                          | That Evening Sun                               | Перемога  |
| Washington DC Independent Film Festival | 2002 | Найкращий ігровий короткометражний фільм — Головний приз журі       | Бухгалтер                                      | Перемога  |
| Washington DC Independent Film Festival | 2002 | Найкращий ігровий короткометражний фільм — Приз глядацьких симпатій | Бухгалтер                                      | Перемога  |
| Гільдія сценаристів Америки             | 2015 | Найкращий сценарій в епізоді драматичного телесеріалу               | Помилки минулого — епізод «Donald the Normal». | Номінація |